# Die Flucht (Bulgakow)
Die Flucht (russisch Бег Beg) ist ein Theaterstück in vier Akten des sowjetischen Schriftstellers Michail Bulgakow, das 1927 vollendet und am 29. März 1957 in Stalingrad uraufgeführt wurde. Die Buchausgabe kam 1962 heraus.

## Überblick
Russischer Bürgerkrieg vom Oktober 1920 bis zum Herbst 1921 in Nordtaurien und auf der Krim sowie Emigration nach Konstantinopel und nach Paris:
Budjonny drückt die Weißen gen Schwarzes Meer. General Chludow, Kommandierender der Front, soll mit seiner unterbesetzten Weißen Armee dem Druck des Reitergenerals standhalten. Fatal – der Sywasch friert zu und die Roten spazieren über den See auf die Krim. General Chludow kennt keine Gnade. Gegner – zum Beispiel die Ordonnanz des Generals der Weißen Tscharnota – lässt er am Laternenmast des nächstgelegenen Bahnhofs erhängen. Chludow verliert sodann angesichts der Niederlage die Nerven und schreit dem Oberkommandierenden seinen Hass ins Gesicht.
Auf der einmonatigen Flucht vor den Bolschewiken lernt der junge Petersburger Privatdozent Sergej Golubkow die verheiratete Petersburgerin Serafima Korsuchina kennen und lieben. Der Akademiker will die unterwegs an Typhus erkrankte Dame ihrem Ehegatten, dem Minister für Handel Paramon Korsuchin, zuführen. Als Golubkow auf der Krim Korsuchin begegnet, verleugnet der Minister seine Frau und macht sich aus dem Staube.
Chludow lässt Serafima als kommunistische Spionin verhaften. Golubkow dringt unerschrocken zu Chludow vor und fordert die Freilassung der erkrankten Geliebten. Der General kann dem Privatdozenten die Inhaftierte beim besten Willen nicht wiedergeben, denn sie wurde von General Tscharnota in einem Handstreich aus dem Verlies der Weißen Spionageabwehr befreit.
In Konstantinopel gestrandet, nagen General Chludow, General Tscharnota, dessen Frau Luska und das Liebespaar bald am Hungertuche. Luska macht ihrem Manne Vorhaltungen, weil er Serafima gerettet hat. General Tscharnota, nicht faul, wirft seiner Frau Umgang mit einem Franzosen vor. Golubkow verdient in Konstantinopel seinen Lebensunterhalt als Leierkastenmann und Serafima geht auf den Strich. General Tscharnota verkauft seine Hosen und tritt in Unterhosen – also als Zivilist – in Erscheinung.
Korsuchin lebt in Paris auf großem Fuß. Golubkow reist mit General Tscharnota an. Der Privatdozent bittet um Geld für Serafima. Erneut verleugnet Korsuchin seine Ehefrau. Korsuchin eröffnet ganz nebenbei, er wolle in Bälde Luska heiraten, die ihm nach Frankreich gefolgt ist. Gut so – meint Golubkow, dann kann ich die geliebte Serafima ehelichen. Tscharnota, in Unterhosen an der Seine, weiß sich zu helfen. Beim Kartenspiel setzt er ein Medaillon Chludows ein und nimmt Korsuchin zwanzigtausend Dollar ab. Tscharnota kann sich endlich einen ordentlichen Anzug kaufen.
Nach Konstantinopel zurückgekehrt, will Tscharnota das Geld mit Chludow, Golubkow und Serafima teilen. Das Liebespaar lehnt ab und bemüht sich um die Einreise nach Russland. Chludow hält die Rückkehr des Paares für aussichtsreich, denn beide hätten den Bolschewiken nichts getan. Tscharnota kann nicht begreifen, warum auch Chludow in die russische Heimat zurück möchte. Dieser Henker würde dort an die erstbeste Wand gestellt und erschossen werden. Chludow – unbelehrbar – hat das türkische Klima satt und will die Heimreise in den geliebten russischen Schneewinter antreten.

## Untertitel und Motto
Mit dem Untertitel Acht Träume wollte Bulgakow auf die Präsentation von Traumsequenzen anstelle von historischen Wahrheiten verweisen. Trotz dieser Relativierung ließ Stalin das Stück verbieten. Auf den Diktator hatte der Verlierer des Bürgerkrieges, also die weißgardistische Generalität, einen bemitleidenswerten Eindruck gemacht.
Schröder hat auf die Doppeldeutigkeit des Titels hingewiesen. Das Motto – ein Dreizeiler von Schukowski
Unsterblichkeit, du stilles, lichtes Ufer,
Nur dir allein gilt unser Streben ganz.
Drum ruh, wer seines Lebens Lauf beendet …
enthält das Titelwort бег (beg) im eigentlichen Sinne von Lauf, also hier des Lebens Lauf und verweise auf das Schicksal General Chludows.

## Hintergrund
| Figur im Stück                  | Vorbild(er) |
| ------------------------------- | --- |
| Generalleutnant Roman Chludow   | Generalleutnant Jakow Alexandrowitsch Slaschtschow (1885–1929)                                                      |
| Generalmajor Grigori Tscharnota | Generalleutnant Bronislaw Ljudwigowitsch Tschernota-de-Bojary-Bojarski (1853–1923) und Sergei Georgijewitsch Ulagai |
| Luska                           | Nina Netschwolodowa                                                                                                 |
| Oberkommandierender der Weißen  | Baron Pjotr Wrangel                                                                                                 |

## Adaptionen

### Film
- 1970, Sowjetunion, Mosfilm: Die Flucht[8] – Film von Alexander Alexandrowitsch Alow und Wladimir Naumowitsch Naumow mit Wladislaw Dworschezki als General Chludow.

### Musiktheater
- 1972, Sowjetunion, Ukraine: Die Flucht – Oper von Walentin Sawwitsch Bibik (opus 12).

## Deutschsprachige Ausgaben
Verwendete Ausgabe:
- Die Flucht. Acht Träume. Stück in vier Akten. Aus dem Russischen von Thomas Reschke und Ingrid Göhringer. S. 79–147 in: Michail Bulgakow. Stücke. Mit einem Nachwort von Ralf Schröder. Verlag Kultur und Fortschritt, Berlin 1970 (1. Aufl., 432 Seiten)